# Isabel Ferrer Giner
Isabel Ferrer Giner (Castellón de la Plana, 1 de octubre de 1728 - ibid., 22 de diciembre de 1793) fue una noble, benefactora e ilustrada valenciana, que invirtió su dinero en crear una escuela para los necesitados.

## Biografía
Magdalena Giner casó con el doctor Manuel Ferrer; ambos fueron los padres de Isabel Ferrer y Giner, nacida en Castellón el 1 de octubre de 1728, y emparentada con gran número de ilustres familias castellonenses.
Vio la luz en Castellón el 1736 y la bautizaron el 9 de julio en la iglesia parroquial de esta localidad. En la partida de bautismo consta que le pusieron 11 nombres de pila; a saber: Isabel, María, Benita, Ramona, Eugenia, Susana, Joaquina, Josefa, Margarita, Magdalena y Antonia.
Era hija de Manuel Ferrer, abogado de familia acomodada, y de Magdalena Giner, de quién heredó un ilustre apellido nobiliario vinculado a uno de los linajes más antiguos. Mujer piadosa y caritativa, continuó soltera hasta el final de sus días. Se rodeó del ambiente religioso y clerical del Castellón setecentista. Entre sus personas de confianza, y albaceas de sus testamentos, figuran miembros destacados de los conventos del dominicos y de los agustinos. Entre ellos, Fray José Rocafort, quién nos ha dejado testigos sobre su vida.
Recibió una dote familiar holgada y suficiente, que economizó para lograr su sueño: la creación de una Casa de Enseñanza gratuita para niñas pobres. Ella misma lo explicó en su segundo testamento con «la estrechez con que he vivido», para conseguir una Fundación Pía. Afortunadamente, su patrimonio contaba con tierras de cultivo, algarrobos y viñas en seis de las partidas agrícolas más importantes de Castellón.

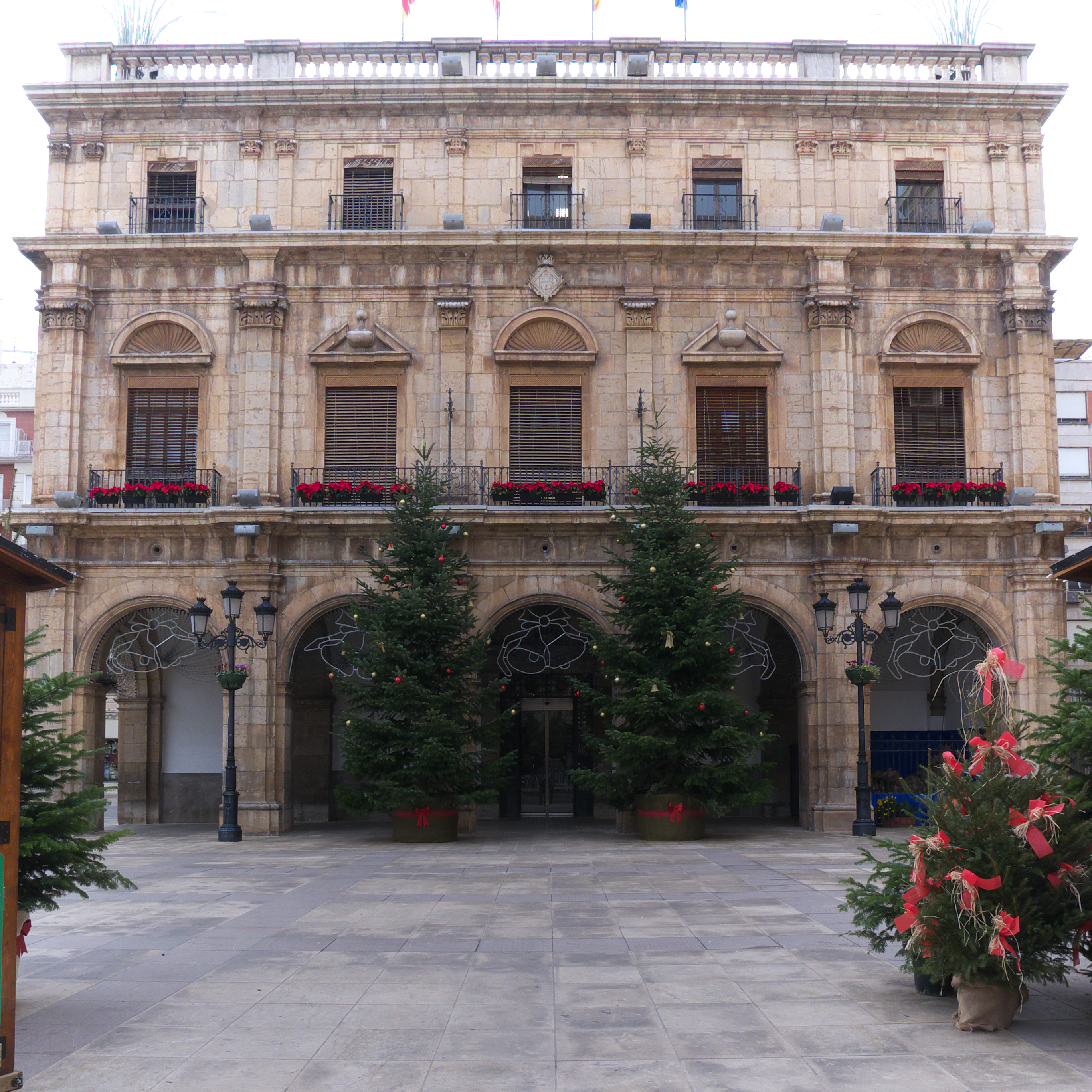
Ayuntamiento de Castellón de la Plana.

## La Casa de Enseñanza
Abrió sus puertas el 1 de octubre de 1778 este colegio de niñas en una ciudad de unos 12.000 habitantes. Está situado en la calle hoy conocida como de la Enseñanza.
El domicilio particular y el legado familiar lo destinó a sede de la Casa de Enseñanza, situado en la entonces llamada calle Figueroles. Esta soleada casa contenía piezas artísticas de imaginería barroca (santos, serafines y corporales), que dio en la iglesia de san Agustín el 1772. Disponía, además, de un oratorio privado. Durante varios años adecuó la vivienda para convertirla en un centro de acogida para las niñas y en un albergue para los meses de Casa de Enseñanza. Esta obra, de carácter más benéfico y asistencial que educativo, combinaba la enseñanza de la doctrina cristiana con la costura y otras habilidades «de la aguja, bordados, encaje y todo lo demás». Su legado entraba de pleno en la forma tradicional de entender la educación femenina, donde se adquirían los conocimientos propios de su sexo, especialmente de costura. Su fundación deseaba conseguir una educación honesta y trabajadora para que las niñas «salgan unas perfectas madres de familia, o unas verdaderas religiosas, según sus respectivas vocaciones». El Consistorio de Castellón mismo calificó la Casa de Enseñanza como una «fundación heroica», donde se albergaron 220 niñas en 1785.
El rey Carlos III, el 12 de octubre de 1786, «emitió una Real Licencia de ayuda, argumentando que la casa de Isabel Ferrer posiblemente no será en lo sucesivo capaz para todas las niñas de la villa. Por lo que ofrece la asignación de 14.000 libras».
Las disposiciones testamentarias de 1778 y 1793 nos hablan de su ideario religioso. Su credo era escolástico, de procedencia teológica tomista como figura a quién encomendar el alma, parte fundamental de sus testamentos. Difería, por lo tanto, de otras actitudes doctrinales más avanzadas de la Ilustración cristiana española. También los requisitos exigibles a las maestras, en quienes caía la responsabilidad de la impartición de la doctrina cristiana, primaven, además de la instrucción y de las buenas costumbres, la preferencia de ser beatas de hábito de la Tercera Orden de santo Domingo, y nacidas en Castellón.
Coincidió con el obispo Climent durante algunos años de su vida, cuando este fundó, con bienes propios, en Castellón el Colegio de Huérfanos, para niños y niñas pobres, el 14 de diciembre de 1776. Dos años después, el 1778, Isabel haría el mismo con 42 años. La inspiración de la Casa de Enseñanza parece encontrarse en las obras pies de Andrés Mayoral, arzobispo de Valencia.
Falleció un 22 de diciembre de 1793 en el mismo Castellón.
Dispuso en sus últimas voluntades que sus actos funerarios fueran celebrados en la iglesia parroquial, probablemente ya en 1794. En esta fecha consta que realizó un donación inter vivos a sus sobrino Giner. Enterrada en la sepultura familiar con el hábito dominico del convento de las religiosas de Villarreal, su último deseo fue que desde la casa en la iglesia de Santa María los necesitados la condujeron al hogar eterna.
La casa la heredó la Iglesia y la ciudad de Castellón. Con el tiempo, pasó al Obispado que, en el año 1982, la vendió al Colegio de Arquitectos. Se efectuaron reformas, pero siempre respetando la fachada.

## Reconocimientos
Los Premios "Isabel Ferrer" de la Generalitat se crearon, mediante Decreto 28/1999, de 16 de febrero, para contribuir al cumplimiento del objetivo del Gobierno Valenciano hacer efectivo el derecho a la igualdad de trato y de oportunidades entre mujeres y hombres, la atención a la mujer, la promoción, la participación y los programas de la mujer y «en conmemoración de esta mujer castellonense que contribuyó en el siglo XVIII a la promoción educativa de las niñas creando la Casa de la Enseñanza de Castellón, la primera escuela de enseñanza gratuita para niñas de familias sin recursos económicos».